# Ethan Carter III
Michael Hutter (ur. 18 marca 1983 w Willoughby) – amerykański profesjonalny wrestler, obecnie występujący w federacji Ring of Honor pod pseudonimem ringowym EC3. W przeszłości występował również w federacji Impact Wrestling pod pseudonimem Ethan Carter III, gdzie był dwukrotnym posiadaczem Impact World Heavyweight Championship i jednokrotnym posiadaczem Impact Grand Championship oraz w federacji WWE.
Hutter rozpoczął swoją karierę w 2002 i pracował w wielu federacjach niezależnych do 2006. W lipcu 2009 podpisał kontrakt z World Wrestling Entertainment (WWE) i pracował jako Derrick Bateman. Był szkolony w federacjach rozwojowych należących do WWE, Ohio Valley Wrestling (OVW) i Florida Championship Wrestling (FCW), gdzie zdobył FCW Florida Tag Team Championship z Johnnym Curtisem. Podczas jego pierwszego pobytu w WWE występował w czwartym i piątym sezonie programu NXT. Powrócił do WWE w 2018 roku. 15 kwietnia 2020 roku został zwolniony z WWE. W lutym 2021 roku podpisał kontrakt z federacją Ring of Honor.

## Kariera profesjonalnego wrestlera

### Wczesna kariera (2002–2006)
Hutter rozpoczął swoją karierę w Cleveland i pracował w wielu federacjach niezależnych w stanie Ohio. W Pro Wrestling Ohio występował jako sojusznik M-Dogga 20 pod pseudonimem „Deviant” Michael Hutter. Od razu rozpoczął rywalizację z Joshem Prohibitionem i Johnnym Gargano – w jednej z walk wieczoru on i Jason Bane pokonali Phohibitiona i Gargano. Ostatni raz wystąpił dla federacji w szesnastym odcinku głównego show federacji, gdzie przegrał z Prohibitionem w walce o miano pretendenta do tytułu PWO Heavyweight Championship.
14 kwietnia 2003, Hutter pojawił się podczas nagrań odcinka tygodniówki Heat jako Mike Hunter, lecz został pokonany przez Rodneya Macka. 24 lipca 2006 ponownie pojawił się podczas epizodu Heat, gdzie tym razem wraz z Chrisem Cronusem przegrali z Viscerą i Charliem Haasem. Miesiąc później podczas odcinka tygodniówki Raw wystąpił w roli policjanta, który na polecenie Shane’a McMahona miał aresztować członków D-Generation X.

### Ohio Valley Wrestling (2007–2008)
Hutter zadebiutował w federacji Ohio Valley Wrestling (OVW) 27 marca 2007 podczas nagrań przyszłych odcinków, gdzie przegrał z Tonym Braddockiem w dark matchu. Tydzień później przegrał w kolejnym dark matchu z Mikiem Mondo, po czym zaczął występować jako Mike Hutter. Po kilku kolejnych wystąpieniach zaczął występować w telewizji; w telewizyjnym debiucie wraz z Nickiem Nemethem i Chrisem Cage’em przegrał w sześcioosobowym pojedynku z Mikiem Kruelem, Vladimirem Kozlovem i Borisem Alexievem. Do czerwca występował i przegrywał w różnych pojedynkach. W jego ostatniej walce dla OVW zawalczył z WWE United States Championem Montelem Vontavious Porterem.
27 czerwca 2007, Hutter pojawił się podczas show federacji Derby City Wrestling, gdzie w dark matchu on i Osiris pokonali The Belgian Brawlera i Apocalypse'a. 9 grudnia federacja Firestorm Pro Wrestling zorganizowała pierwsze show Destroy Erase Improve, podczas którego odbył się sześcioosobowy turniej, w którym brał udział Hutter. Turniej zakończył się 12 września 2008 podczas gali Something to Die For. Ostatecznie Hutter wygrał six-man elimination match i stał się inauguracyjnym posiadaczem Firestorm Pro Heavyweight Championship. Jego ostatni występ dla federacji odbył się 13 grudnia, gdzie zawiesił mistrzostwo, które później zostało podarowane Johnowi McChesneyowi.

### World Wrestling Entertainment/WWE

#### Florida Championship Wrestling (2009–2010)

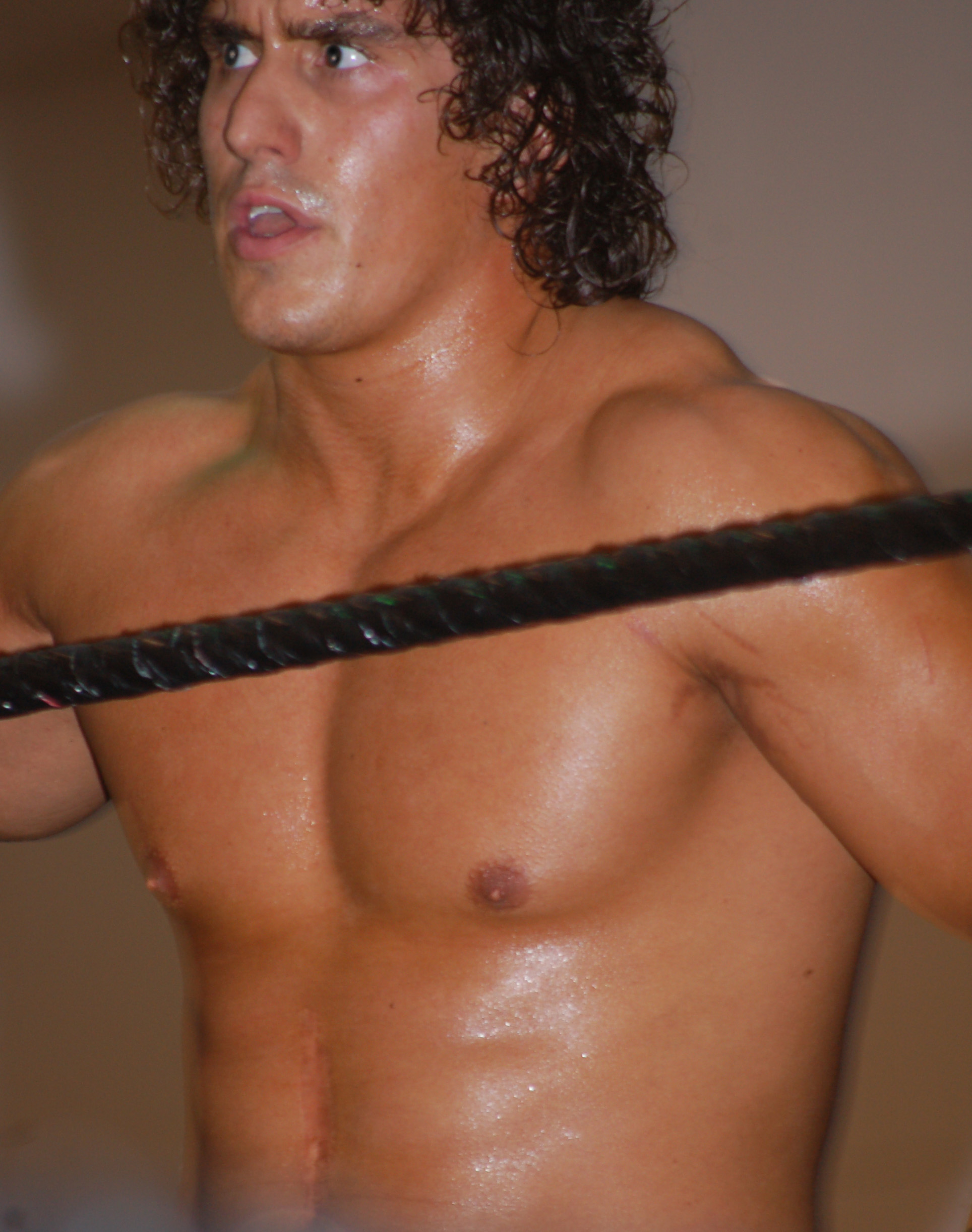
Derrick Bateman podczas gali federacji FCW w 2010

W 2009 Hutter podpisał kontrakt z WWE i został przydzielony do federacji rozwojowej Florida Championship Wrestling (FCW), w której zadebiutował 9 lutego 2009 jako Mike Hutter, a w debiucie przegrał z Drew McIntyre’em. Dziesięć dni później zmieniono mu pseudonim ringowy na Derrick Bateman, a także przydzielono mu w roli menedżera Abrahama Washingtona. W kwietniu Washington utworzył ugrupowanie Washington’s Secret Service, gdzie u boku Agenta T i Agenta J, zaczął występować jako agent D. Grupa została rozwiązana dwa miesiące później i powrócił do występów jako Derrick Bateman.
Po wielomiesięcznej przerwie od występów, Bateman powrócił do FCW w 2010, lecz poniósł pierwszą porażkę przegrywając w walce drużynowej z The Rotundo Brothers (Bo i Dukem). Przez kolejne miesiące był wykorzystywany w roli jobbera i przegrywał między innymi ze Skipem Sheffieldem, Percym Watsonem, Masonem Ryanem, Wesem Brisco i Elim Cottonwoodem. W połowie 2010 uformował tag team The Handsome Man’s Express z Leo Krugerem, lecz 2 lipca duo nie zdołało pokonać Los Aviadores (Hunico i Epico) o FCW Florida Tag Team Championship. Z powodu braku odniesienia jakiegokolwiek sukcesu, drużyna szybko się rozpadła, a Kruger pokonał Batemana 29 lipca. Dwa tygodnie później Bateman i Johnny Curtis pokonali Donny’ego Marlowa i Brodusa Claya oraz Los Aviadores w three-way tag team matchu zdobywając FCW Florida Tag Team Championship. 4 listopada utracili tytuły na rzecz Wesa Brisco i Xaviera Woodsa.

#### NXT (2010–2013)
Podczas finału sezonu trzeciego programu NXT ogłoszono, że Bateman będzie częścią kolejnego sezonu, a jego mentorem będzie Daniel Bryan. Zadebiutował 7 grudnia podczas odcinka NXT, gdzie wraz z Bryanem przegrał z Conorem O’Brianem i jego mentorem Alberto Del Rio. Po raz pierwszy wystąpił w singlowej walce tydzień później i przegrał z Del Rio poprzez submission. Przez kolejne miesiące brał udział w różnych wyzwaniach, a kilka zwycięstw gwarantowało mu dotarcie do ostatniej trójki; został wyeliminowany z dalszego udziału 22 lutego podczas odcinka NXT. Tydzień później wystąpił w ostatnim odcinku czwartego sezonu i wraz z Conorem O’Brianem pokonał Byrona Saxtona i Jacoba Novaka. Przez kilka tygodni po zakończeniu sezonu czwartego NXT, Bateman okazjonalnie występował w filmikach promujących jego debiut w głównym rosterze, a także pojawił się podczas odcinka tygodniówki SmackDown, gdzie przegrał z Rybackiem.
Po kilku tygodniach przerw od występów, Bateman został dodany jako uczestnik w połowie piątego sezonu NXT. Do telewizji powrócił 28 czerwca 2011 podczas odcinka tygodniówki NXT Redemption i jego mentorem ponownie był Daniel Bryan. W międzyczasie postać Batemana zaczęła kształtować się w antagonistę, wskutek czego Bryan zaprzestał współpracy. Od lipca do listopada prowadził długą rywalizację z Titusem O’Neilem. W sierpniu do NXT powróciła Maxine, która zaczęła występować (wedle scenariusza) w roli dziewczyny i menedżerki Batemana. Duo przegrało walkę z O’Neilem i AJ podczas odcinka NXT Redemption z 6 września. 26 października Bateman oświadczył się Maxine, zaś ta go spoliczkowała i przyjęła zaręczyny. Ich współpraca trwała krótko, gdyż 9 listopada Maxine ujawniła, że spotyka się z Johnnym Curtisem, z którym później zaczęła współpracować w walkach. Dzięki temu zabiegowi Curtis zaczął być przedstawiany w roli antagonisty, zaś Bateman ponownie w roli protagonisty. Na początku 2012, Bateman przerwał ceremonię ślubną w ringu pomiędzy Curtisem i Maxine, po czym pokazał nagranie video prezentujące moment, w którym Curtis kradnie iPada Batemana i informuje Theodore’a Longa, że chce występować w głównym rosterze w brandzie SmackDown bez Maxine. W pierwszej połowie 2012, Bateman zakończył rywalizację z Curtisem i Maxine, po czym rozpoczął sojusz z Kaitlyn.
8 czerwca 2012 podczas odcinka tygodniówki SmackDown, Bateman wystąpił po raz pierwszy po roku jako zawodnik głównego rosteru i przegrał z Brodusem Clayem. Pięć dni później odbył się ostatni odcinek piątego sezonu NXT, podczas którego Bateman i Percy Watson przegrali z Curtem Hawkinsem i Tylerem Reksem. Po przemianowaniu NXT w osobny brand rozwojowy dla federacji w połowie 2012, Bateman kontynuował swoje występy podczas odcinków tygodniówek NXT. 27 czerwca pokonał Johnny’ego Curtisa. 27 października podczas odcinka tygodniówki Saturday Morning Slam przegrał w non-title matchu z United States Championem Antoniem Cesaro. W styczniu 2013 wraz z Alexem Rileyem wziął udział w turnieju o nowo-powstałe NXT Tag Team Championship, lecz duo zostało wyeliminowane w pierwszej rundzie przez Kassiusa Ohno i Leo Krugera. W jego ostatniej walce dla federacji przegrał z NXT Championem Big E Langstonem. 17 maja 2013 zakończył się kontrakt Huttera z federacją.

### Federacje niezależne (2013–2018)
Krótko po odejściu z WWE, Hutter został ogłoszony jednym z wrestlerów występujących podczas gali Absolution VIII federacji Absolute Intense Wrestling. Zadebiutował 30 czerwca 2013 i pokonał Tima Donsta. Przepracował również kilka występów dla Florida Underground Wrestling w maju 2013. Do AIW powrócił w 2015 wykorzystując swoją postać Ethana Cartera III z federacji TNA; wspólnie z DJ Z i Raymondem Rowem pokonał Alexa Danielsa, Johnny’ego Gargano i Josha Prohibitiona. 10 kwietnia 2015 zadebiutował w Championship Wrestling Entertainment.
W maju 2016, Carter pojawił się podczas walki wieczoru gali Evolve 61 federacji Evolve Wrestling i zaatakował Johnny’ego Gargano, a także uformował sojusz z posiadaczem TNA World Heavyweight Championship Drew Gallowayem. Duo atakowało również innych członków rosteru federacji i wygłosili shoot promo o zarządzie WWE, który źle ich traktował, zaś w TNA odnieśli sukces. Hutter występował również dla promocji House of Glory, w której był posiadaczem HOG World Heavyweight Championship.
W sierpniu 2016 EC3 odbył kilka występów dla What Culture Pro Wrestling (WCPW). W październiku pokonał Colta Cabanę, Lance’a Hoyta i Raymonda Rowe’a w czteroosobowej eliminacyjnej walce i zdobył Ringmaster Championship podczas gali federacji WrestleCircus. Miesiąc później pokonał Geogre'a „The Trashman” Gattona i konferansjera Loudena Noxiousa, dzięki czemu obronił tytuł. 17 grudnia ponownie obronił tytuł pokonując Pentagóna Jr. po interwencji ze strony George’a Gattona.

### Total Nonstop Action Wrestling/Impact Wrestling

#### Team Dixie (2013–2015)
29 sierpnia 2013 przed nagraniami przyszłych odcinków Impact Wrestling, Hutter zawalczył i przegrał z Jayem Bradleyem. 26 września federacja zaczęła emitować winietki promujące debiut nowego talentu – Ethana. Tydzień później poinformowano, że Hutter podpisał kontrakt z Total Nonstop Action Wrestling (TNA) i zadebiutuje w postaci rozpieszczonego siostrzeńca Dixie Carter. W kolejnym tygodniu zmieniono jego pseudonim ringowy na Ethan Carter III (EC3).

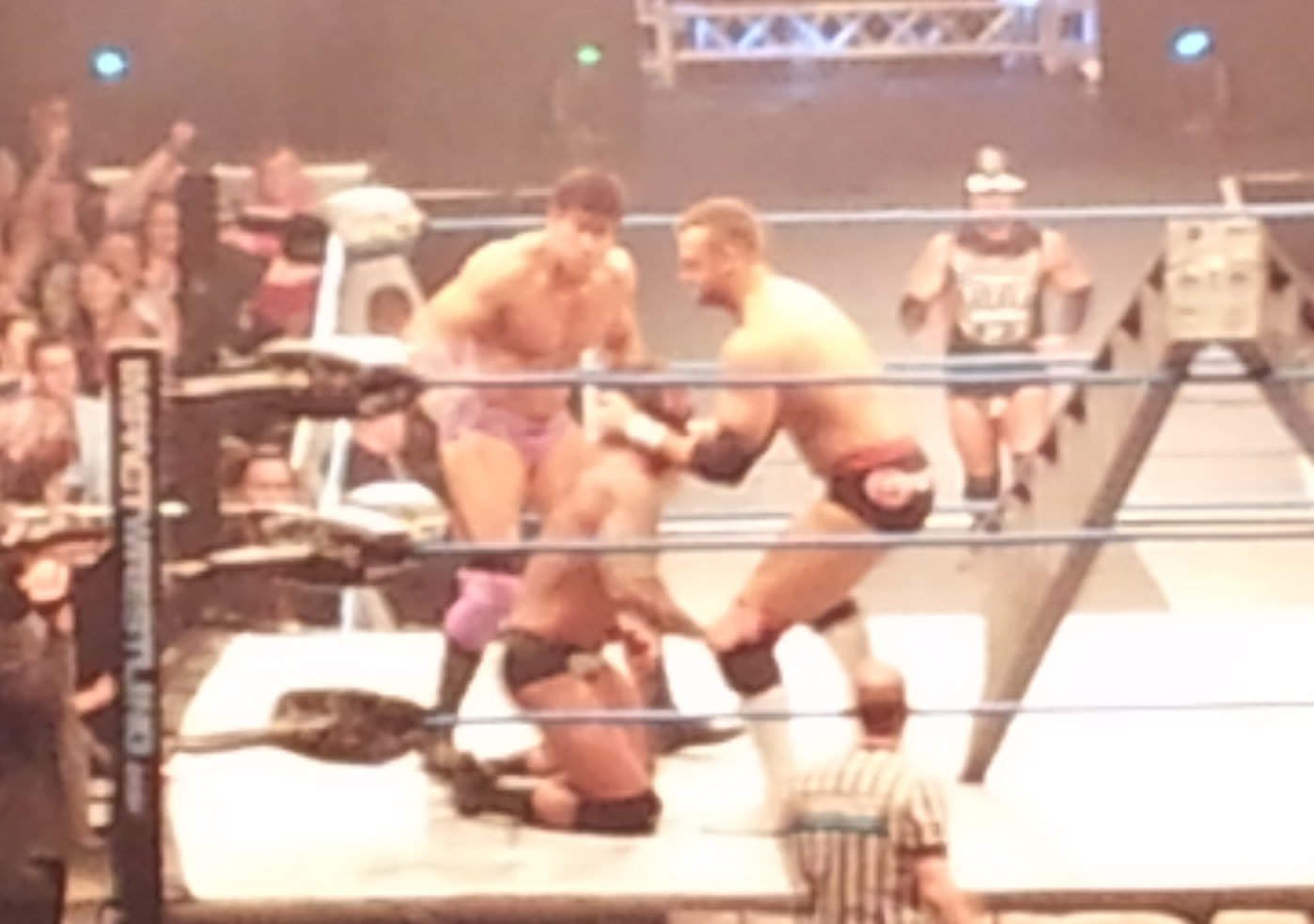
Ethan Carter III w drużynie z Magnusem przeciwko Gunnerowi i Jamesowi Stormowi w tag team matchu

20 października Carter zadebiutował w telewizji podczas gali Bound for Glory w roli heela i pokonał Norva Fernuma. Cztery dni później podczas odcinka tygodniówki Impact Wrestling zdołał pokonać Deweya Barnesa. 21 listopada na gali Impact Wrestling: Turning Point pokonał Shark Boya, który był pierwszym przeciwnikiem z rosteru federacji. Do połowy grudnia odbywał walki z tzw. TNA Legends, między innymi z Curry Manem oraz sędzią Earlem Hebnerem. 12 grudnia w odcinku Impact Wrestling skonfrontował się ze Stingiem i Carter otrzymał wybór: albo zawalczy tej samej nocy ze Stingiem, albo wybierze opcję udziału w Feast or Fired matchu. Carter wybrał drugą opcję i podczas walki zdobył jedną z walizek, która pozwoliła mu na przyszłą walkę o TNA World Tag Team Championship. 26 grudnia Carter, Rockstar Spud i The BroMans (Robbie E i Jessie Godderz) pokonali Stinga i Jeffa Hardy’ego w four-on-two handicap matchu. 2 stycznia 2014, Carter wyzwał Stinga do przyszłej walki podczas odcinka Impact Wrestling: Genesis; wygrał pojedynek dzięki pomocy ze strony sędziów specjalnych, Rockstar Spuda i Magnusa. 13 lutego Carter i Magnus przegrali z Gunnerem i Jamesem Stormem w tag team ladder matchu, gdzie walizki Feast or Fired Cartera i Gunnera były na szali.
6 lutego podczas odcinka Impact Wrestling, Kurt Angle walczył i wygrał przez dyskwalifikację w meczu z Magnusem, lecz po walce został brutalnie zaatakowany przez Cartera. 27 lutego Angle zaakceptował możliwość przyłączenia się do TNA Hall of Fame, lecz podczas przemowy ceremonialnej interweniował Carter, który stwierdził, że wystarczająco kontuzjował nogę Angle’a, przez co ten musi przejść na emeryturę. Po chwili Angle zaatakował go i wyzwał do walki na gali Lockdown. 6 marca Angle został ponownie zaatakowany przez Cartera, wskutek czego dzień później ogłoszono, że Angle nie będzie mógł wystąpić w walce z EC3. 9 marca podczas gali Lockdown, Bobby Lashley odpowiedział na otwarte wyzwanie Cartera, aczkolwiek ich walka zakończyła się bez rezultatu. Tydzień później stoczyli rewanż, który Carter wygrał przez dyskwalifikację po bijatyce z Willowem. Tuż po tym Carter i Rockstar Spud rozpoczęli rywalizację z Willowem, do którego przyłączył się Kurt Angle. Podczas gali Sacrifice Carter i Spud zostali przez nich pokonani. 8 maja zakończył rywalizację z Angle’em, którego pokonał w singlowej walce, a Angle ostatecznie ponownie kontuzjował swoje kolano.

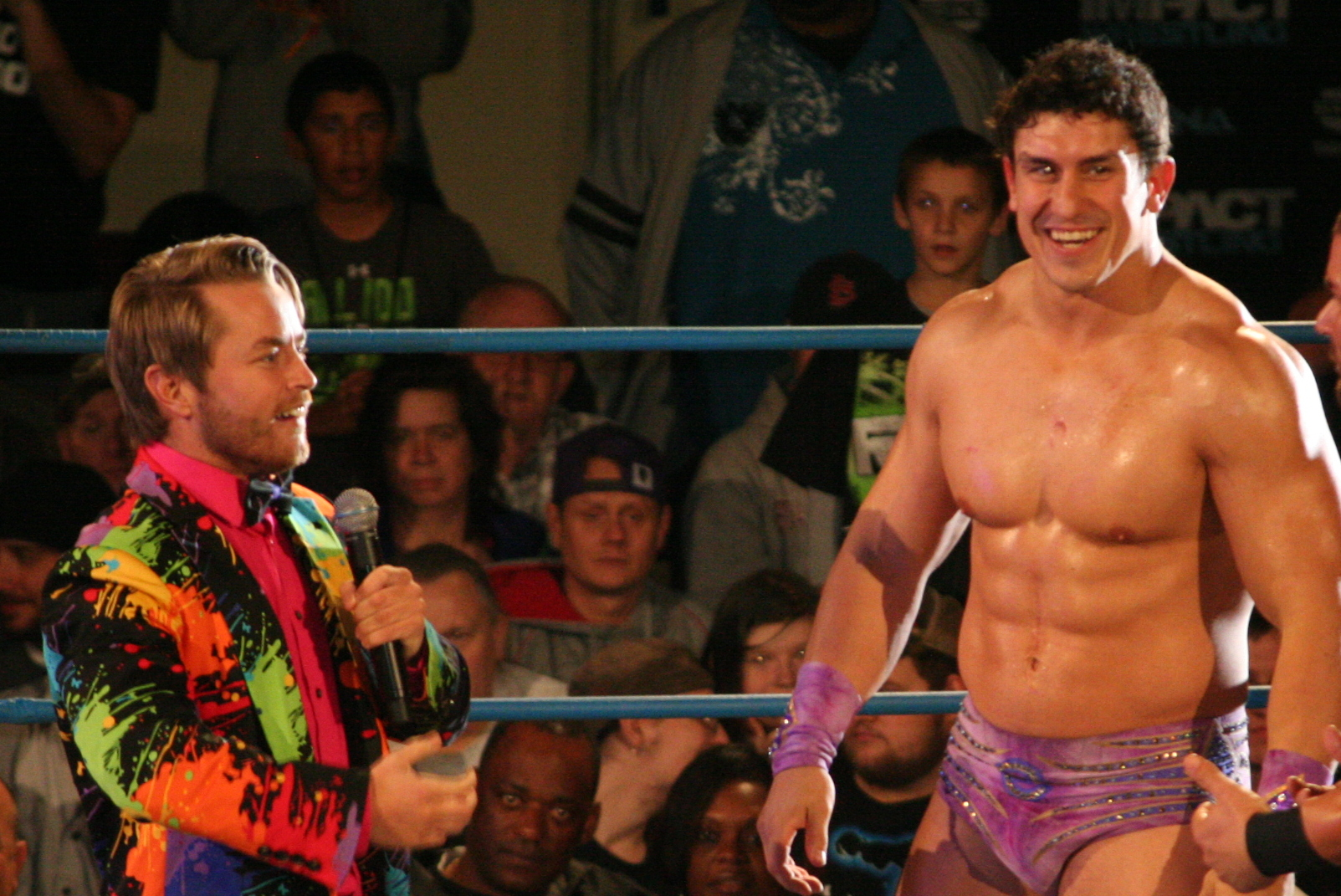
Ethan Carter III (po prawej) z Rockstar Spudem (po lewej) w kwietniu 2014

Po zakończeniu rywalizacji z Angle’em, Carter rozpoczął kolejną z Bullym Rayem, który do tej pory obiecywał Dixie Carter, że wykona nią rzut przez stół. Podczas gali Slammiversary XII doszło do Texas Death matchu pomiędzy tą dwójką, który wygrał EC3 z pomocą Dixie Carter i Rockstar Spuda. Wskutek współpracy TNA z promocją Wrestle-1, Carter zadebiutował w tejże federacji 6 lipca i wraz z Rockstar Spudem przegrał z Tajirim i Yusuke Kodamą. 3 lipca podczas odcinka Impact Wrestling EC3 pokonał Bully’ego Raya w tables matchu z powodu interwencji Rhino. Bully Ray wyzwał EC3, Rhino i Spuda do six-man hardcore matchu, zaś jego partnerami byli Devon i Tommy Dreamer; ostatecznie pojedynek wygrała drużyna EC3 po interwencji debiutujących Rycklona i Snitsky’ego. 7 sierpnia w odcinku Impact Wrestling EC3, Rhino, Rycklon i Snitsky przegrali w ośmioosobowym Hardcore War z Team 3D, Al Snowem i Dreamerem. Po walce Ray wykonał obiecany rzut nią przez drewniany stół. EC3 skupił się na obwinianiu za porażkę Rhino, po czym zaatakował go i tydzień później zmierzył w singlowej walce, w której został zdyskwalifikowany z powodu ciągłych ataków krzesłem w Rhino. Spud próbował powstrzymać Cartera od dalszego ataku, lecz EC3 zagroził zaatakowaniem również i niego.
8 października podczas odcinka tygodniówki Impact Wrestling, zadenerwowany Rockstar Spud spoliczkował EC3, przez co Carter zwolnił go z posady menedżera. Cztery dni później na gali Bound for Glory EC3 pokonał sumo wrestlera Ryota Hamę. 15 października przedstawił jako nowego ochroniarza Tyrusa, z którym wspólnie wziął udział w turnieju o miano pretendentów do TNA World Tag Team Championship. W ćwierćfinale pokonali Erica Younga i Rockstar Spuda, lecz w półfinale przegrali z The Hardys. 31 grudnia Hutter podpisał kolejny wieloletni kontrakt z TNA. 13 marca 2015 podczas odcinka Impact Wrestling, Carter zakończył rywalizację ze Spudem poprzez pokonanie go w hair vs. hair matchu.

#### TNA World Heavyweight Champion (2015–2016)
Po pokonaniu Mr. Andersona 29 maja podczas odcinka Impact Wrestling i stania się pretendentem, Carter pokonał Kurta Angle’a 25 czerwca (odcinek wyemitowano 1 lipca) i zdobył TNA World Heavyweight Championship po raz pierwszy w karierze. Trzy dni później podczas gali Slammiversary XIII, Carter i Tyrus pokonali Andersona i Lashleya w drużynowej walce. 8 lipca w odcinku Impact Wrestling obronił tytuł w trzech walkach z Norvem Fernumem, Shark Boyem i Kurtem Angle’em. Tydzień później skutecznie obronił mistrzostwo w pojedynku z Drew Gallowayem. Podczas gali No Surrender, EC3 pokonał Matta Hardy’ego w Full Metal Mayhem matchu. Na gali Turning Point obronił mistrzostwo w walce z wrestlerem rosteru federacji GFW, PJ Blackiem. Carter dał Mattowi Hardy’emu ostatnią szansę na walkę o jego tytuł, lecz tym razem w „Title vs. Jeff Hardy's Services matchu”, na co Matt się zgodził. 2 września EC3 obronił tytuł i Jeff stał się jego pomagierem. 23 września podczas odcinka Impact Wrestling ponownie obronił tytuł w walce z Rockstar Spudem. Carter ostatecznie utracił tytuł w three-way matchu podczas gali Bound For Glory z 4 października; po pomocy ze strony Jeffa, Matt Hardy przypiął Drew Gallowaya i wygrał pojedynek.
W kilka dni po gali, Carter wykorzystał klauzulę w kontrakcie z Jeffem, przez co z powodu interwencji Jeffa, Matt Hardy musiał zawiesić mistrzostwo i nie mógł występować przez miesiąc. Carter wziął udział w TNA World Title Series, w którym kontynuował pasmo wygranych i pokonał Lashleya, Mr. Andersona, DJ Z i Daveya Richardsa.
5 stycznia 2016 podczas odcinka Impact Wrestling, Carter pokonał Lashleya w półfinale, a tej samej nocy Matta Hardy’ego w finale i wygrywając turniej zdobył TNA World Heavyweight Championship po raz drugi w karierze. Trzy dni później podczas nagrań kolejnych odcinków (walkę wyemitowano 19 stycznia), Carter utracił tytuł na rzecz Hardy’ego w Last Man Standing matchu. Podczas walki Tyrus zaatakował Cartera i pomógł Hardy’emu zdobyć tytuł, dzięki czemu Carter stał się face’em, zaś Matt heelem. W lutym Carter zaczął ponownie współpracować z jego byłym rywalem, Rockstar Spudem, gdzie między innymi duo pokonało Hardy’ego i Tyrusa 16 lutego w odcinku Impact Wrestling. Podczas gali Lockdown, Spud odwrócił się od Cartera i spowodował jego porażkę z Hardym w six sides of steel matchu. 29 marca w odcinku Impact Wrestling, EC3 pokonał Matta Hardy’ego, Reby Hardy, Rockstar Spuda i Tyrusa w four-on-one handicap matchu, co zakończyło ich rywalizację.

#### Różne rywalizacje (2016–2017)
29 marca podczas odcinka Impact Wrestling, Mike Bennett odmówił walki z EC3, po czym zaatakował Cartera od tyłu i rozpoczął rywalizację. Dwa tygodnie później stoczyli ze sobą walkę, która zakończyła się dyskwalifikacją Cartera, gdyż zaatakował Bennetta stalowym krzesełkiem. 26 kwietnia na gali Impact Wrestling: Sacrifice, Bennett pokonał Cartera i zakończył kilkuletnią pasmę bycia nieprzypiętym w singlowych walkach. 10 maja Bennett odmówił kolejnej walki z Carterem na gali Slammiversary, dopóki ten nie zawalczy z trzema byłymi rywalami. W trzech odcinkach Carter wygrał walkę z Rockstar Spudem w Six Sides of Steel matchu, z Tyrusem w Last Man Standing matchu, a także przez dyskwalifikację z Mattem Hardym. Bennett odmówił mu jednak rewanżu, gdyż ostatni pojedynek wygrał przez dyskwalifikację. 31 maja w odcinku Impact Wrestling, Carter mógł poprowadzić show, dzięki czemu ogłosił swoją walkę z Bennettem podczas gali Slammiversary. Tydzień później on i Gail Kim pokonali Mike’a Bennetta i Allie. Podczas gali Slammiversary z 12 czerwca, EC3 pokonał Bennetta w singlowej walce.
W dwóch różnych walkach Drew Gallowaya Carter pojawił się i próbował mu pomóc wygrać walkę. Mimo tego za pierwszym razem przypadkowo trafił go stalowym krzesełkiem, zaś drugim razem kijem kendo. Duo zaczęło zaciętą rywalizację, gdzie interweniowali w swoich walkach i przeprowadzali bójki. Doszło do ich walki podczas gali Destination X, która zakończyła się bez rezultatu. W sierpniu Carter wziął udział w Bound for Glory Series, którego zwycięzca mógł zawalczyć o główne mistrzostwo federacji w walce wieczoru gali. Przed zawalczeniem w półfinale z Mattem Hardym, Carter zainterweniował w walce Gallowaya z Bennettem i spowodował porażkę tego pierwszego. Carter ostatecznie wygrał Bound for Glory Series pokonując w finale Mike’a Bannetta. Galloway wyzwał EC3 do walki, którego zwycięzca miał zawalczyć z mistrzem na gali Bound for Glory; pojedynek wygrał Carter, zaś sędzią specjalnym był Aron Rex. Podczas gali Bound for Glory, Carter przegrał z Lashleyem o mistrzostwo. W październiku EC3 zaczął rywalizację z Eli Drakem; 27 października w odcinku Impact Wrestling, Carter i Jessie Godderz zostali pokonani przez Drake’a i Rexa. 24 listopada odbyła się walka Cartera z Drakem, gdzie jeśli EC3 przegrałby, utraciłby miano pretendenta do TNA World Heavyweight Championship, zaś jeśli Drake by przegrał, nie mógłby wypowiedzieć ani słowa podczas gal TNA do końca 2016; pojedynek wygrał Carter. 8 grudnia w odcinku Impact Wrestling jego walka z Eddiem Edwardsem o tytuł mistrzowski zakończyła się bez rezultatu.
5 stycznia 2017 w odcinku Impact Wrestling wyzwał Lashleya i Eddiego Edwardsa do walki o TNA World Heavyweight Championship, lecz przegrał pojedynek. Podczas gali One Night Only: Live! przegrał w pojedynku z Edwardsem o mistrzostwo. 12 stycznia został pokonany przez Lashleya w Last Man Standing matchu, przez co jego rywal stał się pretendentem do tytułu. 9 marca w odcinku Impact Wrestling przerwał wypowiedź debiutującego Alberto El Patrona twierdząc, że ten nie zasługuje na walkę o światowe mistrzostwo. Kiedy El Patron zdobył tytuł i później go zawiesił, Carter wyzwał go do walki o miano pretendenta, lecz przegrał pojedynek.

#### Impact Grand Champion i zwolnienie (2017–2018)

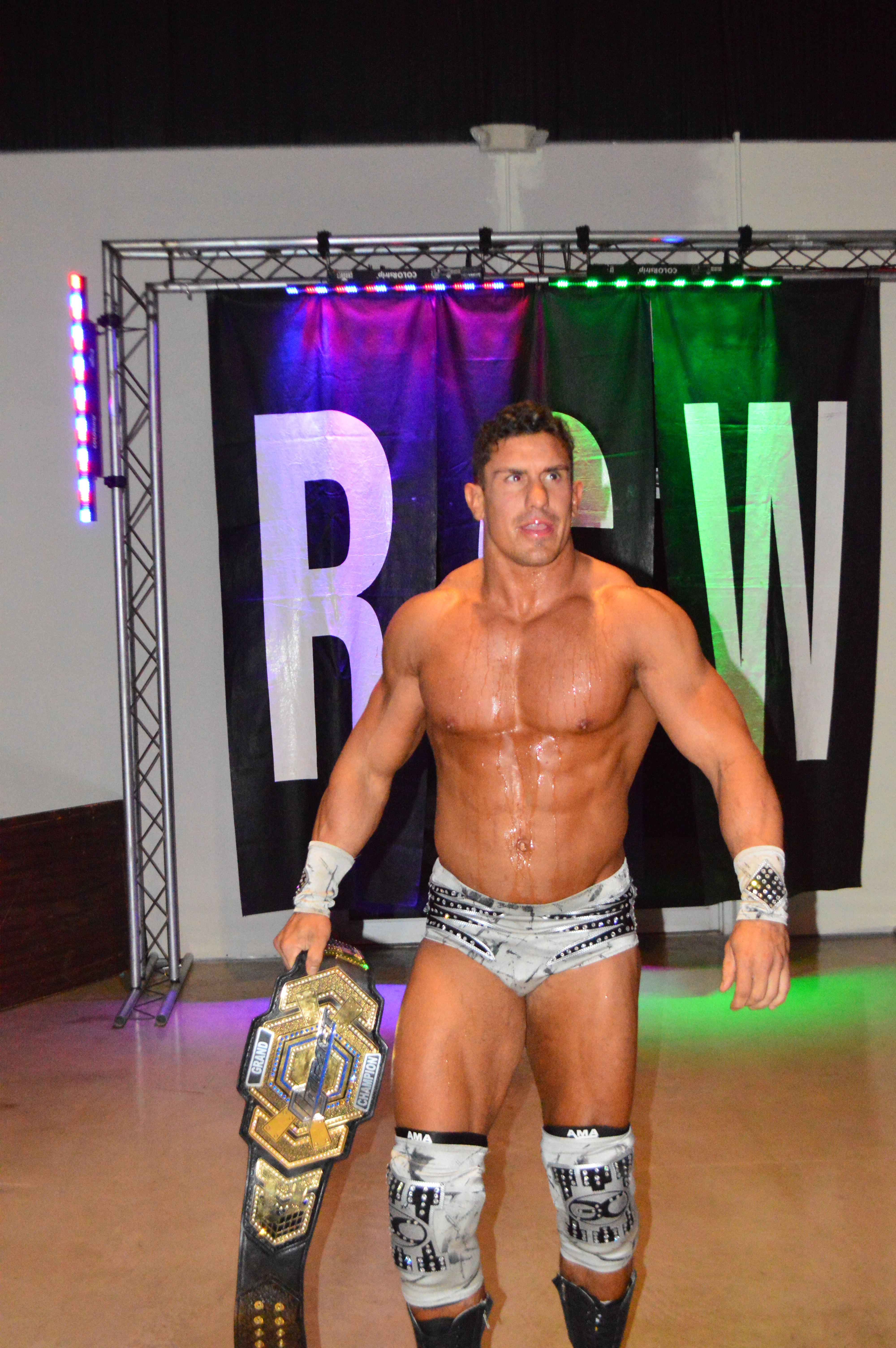
Carter jako Impact Grand Champion we wrześniu 2017

20 kwietnia podczas odcinka Impact Wrestling, Carter zainterweniował w walce Lashleya z Jamesem Stormem o World Heavyweight Championship. Zaatakował Storma butelką piwa w głowę, przez co stał się ponownie antagonistą. 11 maja Carter przebrał się w strój kowboja i przedrzeźniał Storma, a także wyraził złość na nowym zarządzie Impact Wrestling. Storm próbował zaatakować Cartera, lecz ten zdołał uderzyć go skórzanym pasem trzydzieści razy po plecach i spowodować kontuzję. Tydzień później Carter został pokonany przez Storma, po czym EC3 brutalnie zaatakował sędziego. Po walce Bruce Prichard ogłosił, że odbędzie się trzyosobowa walka o miano pretendenta do tytułu Impact World Heavyweight Championship pomiędzy tą dwójką i Magnusem. W kolejnym tygodniu Carter pokonał Storma i Magnusa i stał się pretendentem. 1 czerwca w odcinku Impact Wrestling, Carter został pokonany przez Alberto El Patróna w Six Sides of Steel matchu i nie zdołał zdobyć GFW Global Championship, a jednocześnie utracił miano pretendenta do tytułu Lashleya. Podczas gali Slammiversary, Carter pokonał Jamesa Storma w strap matchu.
13 lipca Carter przerwał walkę Moose'a z Naomichim Marufujim o Impact Grand Championship. 27 lipca na gali Impact Wrestling, Carter, Eli Drake i Chris Adonis pokonali Moose'a, Marufujiego i Eddiego Edwardsa. 3 sierpnia Carter pokonał Moose'a dzięki decyzji sędziowskiej i zdobył Impact Grand Championship pierwszy raz w karierze. Trzy tygodnie później wziął udział w 20-osobowym „Gauntlet for the Gold matchu” o zwakowane GFW World Heavyweight Championship jako siódmy zawodnik, lecz został wyeliminowany przez Moose'a i Edwardsa. 14 września podczas edycji GFW Impact! pokonał El Hijo del Fantasma i obronił swój tytuł. Po walce został zaatakowany przez Fantasmę i Pagano z federacji Asistencia Asesoría y Administración (AAA), lecz na jego ratunek przybył Edwards. W kolejnych tygodniach do wrestlerów AAA przyłączył się El Texano Jr., zaś do Cartera i Edwardsa przyłączył się James Storm. Podczas gali Victory Road z 28 września, EC3 uratował Storma od ataku ze strony Fantasmy i Texano, po czym duo uścisnęło sobie dłonie. Na gali Bound for Glory EC3, Eddie Edwards i James Storm pokonali El Hijo del Fantasma, Texano i Pagano.
9 listopada w odcinku Impact Wrestling, EC3 sprowokował Matta Sydala po jego walce z SonJayem Duttem. Tydzień później skutecznie obronił Impact Grand Championship w pojedynku z Fallahem Bahhem. 7 grudnia pojedynek EC3 z Sydalem zakończył się remisem. 4 stycznia na gali Impact Wrestling, EC3 obronił swój tytuł w trzyosobowej walce z Sydalem i Bahhem. W kolejnym tygodniu zgodził się na pojedynek z Peteyem Williamsem w walce bez tytułu na szali, lecz Carter wygrał przez dyskwalifikację po ataku Matta Sydala. Doprowadziło to do ich kolejnego rewanżu na gali Genesis, gdzie EC3 utracił tytuł na rzecz Sydala.
1 lutego podczas odcinka Impact Wrestling (nagrano 13 stycznia), EC3 i Alberto El Patron zostali pokonani przez Moose'a i Johnny’ego Impacta w drużynowej walce. Tydzień później doszło do fatal four-way matchu o miano pretendenta do Impact World Championship, który wygrał Impact. 15 lutego do federacji powrócił Tyrus, który wspólnie z Carterem pokonał Impacta i Sydala. Po walce Carter wyzwał Impacta do walki o miano pretendenta, jednakże tydzień później EC3 przegrał ów pojedynek. 15 marca w odcinku Impact Wrestling (nagrano 13 stycznia), Carter wziął udział w Feast or Fired matchu, w którym drugi raz w karierze zdobył walizkę wraz z Eli Drakem, Peteyem Williamsem i Moosem. Tydzień później EC3 otworzył walizkę, w której znalazł się kontrakt wypowiedzeniowy, przez co musiał być zwolniony z federacji. Po ogłoszeniu zaatakował komentatora Jeremy’ego Borasha i opuścił arenę. Kontrakt Huttera z federacją dobiegł końca 13 stycznia 2018 po nagraniach odcinków Impact Wrestling.

### Powrót do WWE

#### Powrót do NXT (2018–2019)
27 stycznia 2018, Hutter pojawił się wśród publiki podczas gali NXT TakeOver: Philadelphia pod pseudonimem EC3, z którego korzystał podczas pobytu w TNA/Impact Wrestling. Tego samego dnia przeprowadzono z nim wywiad potwierdzający, że podpisał ponownie kontrakt z WWE i będzie występował w rozwojowym brandzie NXT. EC3 pojawił się 28 marca podczas odcinka tygodniówki NXT. Spędzając rok w NXT, EC3 wystąpił na 2 wydarzeniach NXT. Na NXT TakeOver: New Orleans w sześcioosobowym ladder matchu o pas NXT North American Championship przeciwko Adama Cole’a, Killian Daina, Lars Sullivana, Ricocheta i Velveteen Dreama i na NXT TakeOver: Brooklyn 4 przeciwko Velveteen Dream, przegrywając oba pojedynki. Podczas starcia z Dreamem doznał wstrząsu mózgu, opóźniając tym plany powołania go do głównego rosteru.

#### Główny roster (2019)
17 grudnia, na RAW zostało potwierdzone, że EC3 zostanie powołany do głównego rosteru. Przez kolejne tygodnie był widziany na backstage’u, Raw i SmackDown. Przed oficjalnym debiutem wystąpił na odcinku RAW, 4 lutego 2019 roku z Alexą Bliss w jej programie talk-show A Moment of Bliss, gdzie jego wywiad został przerwany przez Nia Jax, Taminę i Deana Ambrose’a. Ambrose prowokując EC3, doprowadził do ich pojedynku, gdzie EC3 wyszedł zwycięsko. Na kolejnym epizodzie RAW w rewanżu, Ambrose wygrał po użyciu ruchu Small Package.

## Styl walki
- Finishery
  - Jako Ethan Carter III / EC3
    - One Percenter[98] (Headlock driver)
    - Rear naked choke[99][100]
    - ECD – Ethan Carter's Driver (Sitout lifting double underhook facebuster)[101] – 2017

  - Jako Derrick Bateman
    - Man-Tastic[102]/Sweet Meat Sizzler[103][104] (Headlock driver)[105]
- Inne ruchy
  - Belly to back suplex[24][106]
  - Cobra clutch[107][108]
  - Double high knee w klatkę piersiową przeciwnika w narożniku[109]
  - Dropkick[110], czasem wykonywany z górnej liny[110] lub w przeciwnika w narożniku[110]
  - EC3 Splash (Stinger splash)[111] – zaadaptowane od Stinga
  - Fireman’s carry cutter[112]
  - Flapjack[112]
  - Front facelock STO[113]
  - Wielokrotne german suplexy – zaadaptowane od Kurta Angle’a
  - Running corkscrew neckbreaker[112]
  - Running crossbody[114]
  - Running forearm smash[112]
  - Russian legsweep[106]
  - Suicide dive[115]
- Menedżerowie
  - Maxine
  - Dixie Carter
  - Rockstar Spud
  - Tyrus
- Przydomki
  - „The Ass-Kicking Machine”[116]
  - „The Deviant”[10]
  - „EC3”[117]
  - „The Hardcore American Icon”[118][119]
  - „Top One Percent”
- Motywy muzyczne
  - „Gasoline Upcharge” ~ Chris Weerts i Daniel Holter (WWE)[120][121]
  - „Trouble” ~ Dale Oliver[122] (TNA / Impact Wrestling)
  - „Top One Percent” ~ CFO$ (NXT; od 28 marca 2018)[123]

## Mistrzostwa i osiągnięcia
- Absolute Intense Wrestling

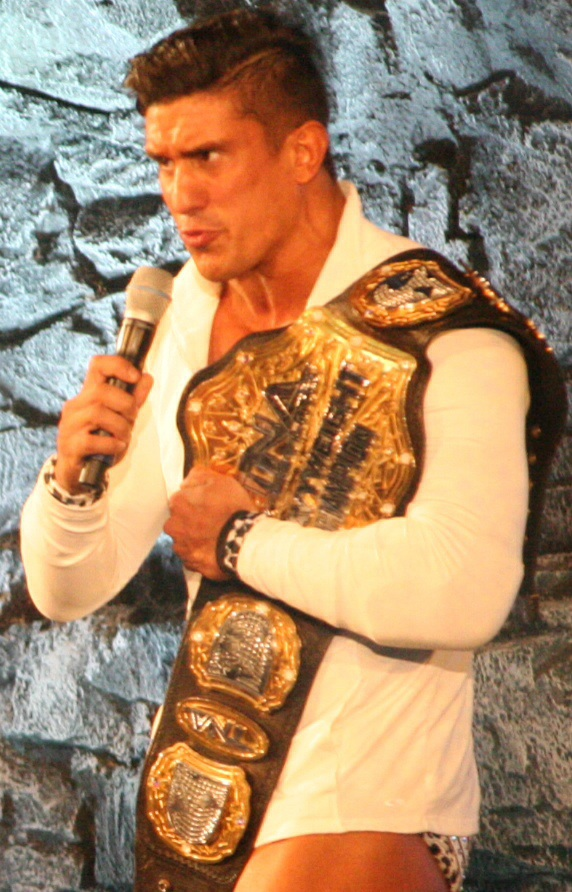
Carter jest dwukrotnym posiadaczem TNA World Heavyweight Championship.

  - AIW Absolute Championship (1 raz)[14]
- Firestorm Pro Wrestling
  - Firestorm Pro Heavyweight Championship (1 raz)[124]
- Florida Championship Wrestling
  - FCW Florida Tag Team Championship (1 raz) – z Johnnym Curtisem[2][17]
- House of Glory
  - HOG World Heavyweight Championship (1 raz)[125]
- Pro Wrestling Illustrated
  - PWI umieściło go w top 500 wrestlerów rankingu PWI 500: 380. miejsce w 2010; 213. miejsce w 2011; 140. miejsce w 2012; 50. miejsce w 2014; 30. miejsce w 2015; 20. miejsce w 2016; 36. miejsce w 2017[126]
- Total Nonstop Action Wrestling/Impact Wrestling
  - Impact Grand Championship (1 raz)
  - TNA World Heavyweight Championship (2 razy)[127]
  - Bound for Glory Playoffs (2016)[128]
  - Feast or Fired (2013 – kontrakt na tytuły World Tag Team Championship)[129]
  - Feast or Fired (2018 – Pink Slip)
  - TNA Joker's Wild (2014)[130]
  - TNA World Title Series (2016)[79]
- WrestleCircus
  - WC Ringmaster Championship (1 raz)[131]
- Wrestling Observer Newsletter
  - 5-Star match (2018) vs. Adam Cole, Killian Dain, Velveteen Dream, Ricochet i Lars Sullivan z 7 kwietnia[132]

### Rekordy Luchas de Apuestas
| Zwycięzca                | Przegrany                      | Miejsce                | Gala             | Data                  | Notki                                                              |
| ------------------------ | ------------------------------ | ---------------------- | ---------------- | --------------------- | ------------------------------------------------------------------ |
| Ethan Carter III (włosy) | Rockstar Spud (włosy)          | Londyn, Anglia         | Impact Wrestling | 31 stycznia 2015(dts) |                                                                    |
| Matt Hardy (kontrakt)    | Ethan Carter III (mistrzostwo) | Bethlehem, Pensylwania | Impact Wrestling | 8 stycznia 2016(dts)  | Wyemitowano 19 stycznia 2016(dts). Był to last man standing match. |